# Hadi Soleimanpour
Hadi Soleimanpour (persisch هادی سلیمان‌پور‎; * Januar 1956 in Isfahan) ist ein iranischer Diplomat und war zuletzt von August 2018 bis August 2021 Generalsekretär der Organisation für wirtschaftliche Zusammenarbeit.

## Bildung
1984 wurde er Bachelor der nach Nasīr ad-Dīn at-Tūsī benannten K. N. Toosi University of Technology. 2002 wurde er zum PhD der Internationale Beziehungen an der Durham University promoviert. Seit 2016 ist er assoziierter Professor an der Schule für Internationale Beziehungen in Teheran. Von 2003 bis 2015 war er Assistant Professor an der Schule für internationale Beziehungen in Teheran.

## Werdegang
Er trat in den iranischen auswärtigen Dienst und war von 1983 bis Februar 1987 er stellvertretender Leiter der Abteilung Westeuropa. Von Februar 1987 bis Juni 1989 war er Botschafter in Madrid. Von Juni 1989 bis 1991 leitete er die Abteilung Amerika. Von 1991 bis 1995 war er Botschafter in Buenos Aires und auch in Asunción akkreditiert. In dieser Amtszeit ereignete sich der Anschlag von Buenos Aires 1994. Die iranischen Botschafter in Argentinien, Uruguay und Chile reisten vor dem Anschlag in den Iran.
Hadi Soleimanpour reiste am 30. Juni über Miami nach Teheran. Soleimanpour und seine Kollegen nannten später als Reisegrund Urlaub, eine andere Quelle berichtet von einer Regionalen Botschafterkonferenz. Die iranischen Botschafter in Uruguay und Chile bestieg am 17. Juli, dem Tag vor dem Bombenanschlag, denselben Flug von Santiago de Chile nach Frankfurt am Main.
1999 erließ der für die Untersuchung eingesetzte Bundesrichter, Juan Jose Galeano, Haftbefehle gegen vier hochrangige iranische Beamte darunter Hadi Soleimanpour.
2003 wurde Hadi Soleimanpour in London verhaftet, für eine Tatbeteiligung wurden keine Beweise vorgelegt.
Von 1995 bis 1997 leitete er die Abteilung Vereinte Nationen. Von 1997 bis 2000 war er Botschafter und Stellvertretender Ständiger Vertreter bei der Europäischen Union und bei der iranischen Mission nächst dem Büro der Vereinten Nationen in Genf beschäftigt.
Von 2002 bis 2004 war er Stellvertretender Leiter des iranischen Umweltministeriums.
Von 2006 bis 2009 leitete er die Abteilung Entwicklungszusammenarbeit, vertrat die iranische Regierung beim Council of Permanent Representatives (Rat der ständigen Vertreter bei der Organisation für wirtschaftliche Zusammenarbeit) und war Beauftragter für die Gruppe der acht Entwicklungsländer.
Von 2009 bis 2011 war er Stellvertretender Außenminister (Deputy foreign secretary) für Afrika.
Von 2011 bis 2016 war er Stellvertretender Außenminister und Leiter des Center for International Research and Education (CIRE) – ein, wie das Institute for Political and International Studies dem Außenministerium angegliedertes Institut.
Von 2015 bis 2018 war er Vorsitzender des außenpolitischen Ausschusses im Sekretariat der Madschles.
Von 2016 bis 2018 war er Berater des iranischen Außenministers Mohammed Dschawad Sarif. Von Februar bis August 2018 war Stellvertretender Generalsekretär der Organisation für wirtschaftliche Zusammenarbeit.
Er ist verheiratet und hat zwei Kinder.

## Veröffentlichungen
- International Environmental Governance: Global Trends and National Priorities, Published by CIRE, Tehran, 2012.
- The Nation's Covenant, Soleimanpour, H., Moujani, A., Kashif Al-Ghita, S. A.S, Published by International Research and Education (CIRE), Tehran, 2012.
- Framework of indicators for Ecotourism Development in Iran, published by Azad University and Center for Strategic Studies, Tehran, 2009.
- Nature-Based Tourism: a Draft International Covenant, Published by Commission on Environmental, Economic and Social policy of IUCN, 2006, available World Conversation Bookstore at Cambridge.
- 2017, Strategic Initiative of Asian Powers in Caspian Region, Journal for Central Asia and the Caucasus Studies, Volume 23, Issue 99, Winter 2018, pp. 51–88.
- Mit Soleimany, D. M. (2016), Applying Louis and Spiegel Module to the Integration of Central Asian Countries, Journal for Central Asia and the Caucasus Studies, No. 93, spring 2016, pp. 69–98.
- 2016, China and the Two Continents; Asia and Europe, Quarterly for Foreign Policy, Vol. 3, No. 8, Autumn 2016, pp. 145–179.
- 2014 China and USA vis-à-vis the New Outlook for International Order, Political Sciences Research Review, No. 35, Summer 2014, pp. 111–144.
- Mit Molaei, E. (2013), Emerging Powers in International System, Quarterly of Foreign Relations, Vol.5, No. 1, Spring 2013, pp. 7–34.
- Mit Molaei E, (2012), Possibility or Impossibility of the Continental Integration in Asia, journal for Central Asia and the Caucasus Studies, No. 78, summer 2012, pp. 45–76.